# Parevania madegassa
Parevania madegassa är en stekelart som beskrevs av Pierre L. G. Benoit 1952. Parevania madegassa ingår i släktet Parevania och familjen hungersteklar. Inga underarter finns listade i Catalogue of Life.